# W górach jest wszystko co kocham cz. V
W górach jest wszystko co kocham cz. V - "miłość z gór" – piąty album projektu poetycko-muzycznego "W górach jest wszystko co kocham" poświęcony tematowi Miłości. Na płycie znajduje się 14 kompozycji do wierszy polskich poetów znanych z Krainy Łagodności, m.in.  Jerzego Harasymowicza, Tomasza Borkowskiego czy Apolinarego POlka. W nagraniu wzięły udział zespoły: Majstrowie Gór, Dom o Zielonych Progach, Pelton oraz Robert Marcinkowski, Apolinary POlek, Patrycja Polek i Tomek Jarmużewski.

## Lista utworów
| 1.  | Majstrowie Gór - "Piosenka dla Dośki"              |  |
|     |                                                    |  |
| 2.  | Dom o Zielonych Progach - "Dom"                    |  |
|     |                                                    |  |
| 3.  | Dom o Zielonych Progach - "Nie było już śniegu"    |  |
|     |                                                    |  |
| 4.  | Dom o Zielonych Progach - "Jeszcze nie wiem"       |  |
|     |                                                    |  |
| 5.  | Dom o Zielonych Progach - "Tak to Ty"              |  |
|     |                                                    |  |
| 6.  | Dom o Zielonych Progach - "Dla"                    |  |
|     |                                                    |  |
| 7.  | Robert Marcinkowski - "Huragan"                    |  |
|     |                                                    |  |
| 8.  | Robert Marcinkowski - "Landrowerowa serenada"      |  |
|     |                                                    |  |
| 9.  | Apolinary POlek - "I znowu odjeżdżam"              |  |
|     |                                                    |  |
| 10. | Apolinary POlek - "Ubrana tylko w trawy połonin"   |  |
|     |                                                    |  |
| 11. | Patrycja Polek - "Skończy się kiedyś"              |  |
|     |                                                    |  |
| 12. | Pelton - "Nie daj mi"                              |  |
|     |                                                    |  |
| 13. | Tomek Jarmużewski - "O rozmowach"                  |  |
|     |                                                    |  |
| 14. | Tomek Jarmużewski - "Sielanka na nadejście wiosny" |  |
|     |                                                    |  |